# 劉世安
劉世安（1852年—？），字文思，号靜皆，广州驻防漢軍鑲黃旗人。清朝翰林。

## 生平
父刘绍基，為廣州駐防八旗將領，官至將軍。劉世安為光緒十五年（1889年）己丑科一甲第三名進士（探花），授翰林院編修。光绪十七年（1891年）任陕西乡试主考官。光绪十九年（1893年）出任顺天乡试同考官。光绪二十年（1894年），出督甘肃学政。

## 纪念
今廣州白雲山有將軍墳，即劉紹基、劉世安墓地。

## 外部連結
- 河北发现清代状元章鋆、探花刘世安试卷 （页面存档备份，存于） 燕趙都市報